# Seznam poslancev desete italijanske legislature
Seznam poslancev desete italijanske legislature prikazuje imena poslancev Sesatea legislature Italijanske republike po splošnih volitvah leta 1987.

## Povzetek sestave
| Parlamentarne skupine                         | končna Leg. |
| --------------------------------------------- | ----------- |
| Krščanski demokrati                           | 234         |
| Gruppo Comunista-PDS                          | 149         |
| Partito Socialista Italiano                   | 100         |
| Movimento Sociale Italiano - Destra Nazionale | 33          |
| Repubblicano                                  | 20          |
| Sinistra Indipendente                         | 19          |
| Verde                                         | 16          |
| Partito Socialista Democratico Italiano       | 12          |
| Partito Liberale Italiano                     | 11          |
| Democrazia Proletaria - Comunisti             | 11          |
| Federalista Europeo                           | 8           |
| Misto                                         | 16          |
| Skupaj                                        | 629         |

## Predsedstvo

#### Predsednik
- Nilde Iotti (PCI-PDS)

#### Podpredsedniki
- Vito Lattanzio (DC) (zapustil funkcijo 12.4.1988)
- Adolfo Sarti (DC) (izvoljen 18.10.1990 zapustil funkcijo 3.3.1992)
- Michele Zolla (DC) (izvoljen 12.5.1990)
- Aldo Aniasi (PSI)
- Gerardo Bianco (DC) (zapustil funkcijo 22.7.1990)
- Alfredo Biondi (PLI)

#### Kvestorji
- Elio Quercioli (PCI-PDS)
- Carlo Sangalli (DC)
- Francesco Colucci (PSI)

#### Sekretarji
- Dino Madaudo (PSDI) (zapustil funkcijo 14.5.1988)
- Renzo Patria (DC)
- Aldo Rizzo (Sinistra Indipendente)
- Martino Scovacricchi (PSDI) (izvoljen 19.5.1988)
- Giuliano Silvestri (DC)
- Sergio Stanzani Ghedini (Federalisti Europei) (izvoljen 22.7.1987 zapustil funkcijo 12.5.1988)
- Massimo Teodori (Federalisti Europei) (izvoljen 19.5.1988 zapustil funkcijo 14.6.1990)
- Natale Amodeo (PSI)
- Patrizia Arnaboldi (DP)
- Emma Bonino (Federalisti Europei) (izvoljena 12.7.1990)
- Mauro Dutto (PRI)
- Michl Ebner (Misto)
- Angela Francese (PCI-PDS)
- Franco Franchi (MSI-DN)
- Gianni Lanzinger (Verdi)

## Parlamentarne skupine

### Krščanski demokrati

#### Predsednik
- Fermo Mino Martinazzoli (v funkciji do 31.7.1989)
- Vincenzo Scotti (v funkciji od 31.7.1989 do 16.10.1990)
- Antonio Gava (v funkciji od 30.10.1990)

#### Podpredsedniki
- Giacomo Augello (v funkciji od 10.6.1988)
- Giovanni Carrus (v funkciji od 31.10.1990)
- Nino Cristofori (v funkciji od 19.10.1987 do 10.6.1988)
- Tarcisio Gitti (v funkciji od 22.7.1989)
- Anna Nenna D'Antonio (v funkciji od 31.10.1990)
- Raffaele Russo (v funkciji od 19.10.1987 do 22.7.1989)
- Adolfo Sarti (v funkciji od 10.6.1988 do 3.3.1992)
- Antonino Zaniboni (v funkciji od 19.10.1987)
- Michele Zolla (v funkciji od 19.10.1987 do 16.10.1988)

#### Člani
- Michelangelo Agrusti
- Alberto Aiardi
- Alberto Alessi
- Domenico Amalfitano
- Giuseppe Andreoli
- Giovanni Andreoni
- Giulio Andreotti (v funkciji do 1.6.1991)

Giancarlo Abete (prevzel 20.6.1991)
- Piero Angelini
- Tina Anselmi
- Bruno Antonucci
- Lino Armellin
- Vitale Artese
- Giuseppe Astone
- Gianfranco Astori
- Giuseppe Avellone (v funkciji do 12.3.1991)

Francesco Spina (prevzel 14.3.1991)
- Giuseppe Azzaro (v funkciji do 1.7.1991)

Giuseppe Russo (prevzel 3.7.1991)
- Luciano Azzolini
- Nello Balestracci
- Luigi Baruffi
- Pietro Battaglia
- Danilo Bertoli
- Pasqualino Biafora
- Giovanni Carlo Bianchini
- Gerardo Bianco
- Mario Biasci
- Vincenzo Binetti
- Tommaso Bisagno
- Guido Bodrato
- Andrea Bonetti (v funkciji do 1.3.1990)

Andreino Carrara (prevzel 15.3.1990)
- Franco Bonferroni
- Vito Bonsignore
- Giancarlo Borra
- Andrea Borri
- Andrea Borruso
- Benito Mario Bortolami
- Franco Bortolani
- Giuseppe Botta
- Mario Brancaccio (v funkciji do 16.1.1989)

Giovanni Piccirillo (prevzel 18.1.1989)
- Beniamino Brocca
- Arnaldo Brunetto
- Francesco Bruni
- Mauro Bubbico (v funkciji do 1.12.1991)

Fabrizio Abbate (prevzel 22.4.1991)
- Vincenzo Buonocore
- Paolo Caccia
- Francesco Cafarelli
- Mario Campagnoli
- Salvatore Cardinale
- Rodolfo Carelli
- Francesco Casati
- Carlo Casini
- Pier Ferdinando Casini
- Pierluigi Castagnetti
- Paola Cavigliasso (v funkciji do 4.9.1991)

Piero Angelo Balzardi (prevzel 26.9.1991)
- Rosario Chriano
- Adriano Ciaffi
- Bartolomeo Ciccardini
- Franco Ciliberti
- Tancredi Cimmino
- Carlo Alberto Ciocci
- Paolo Cirino Pomicino
- Giovanni Cobellis
- Emilio Colombo
- Sergio Coloni
- Felice Contu (v funkciji do 14.6.1990)

Giuseppe Serra (prevzel 19.6.1990)
- Umberto Corsi
- Silvia Costa
- Ugo Crescenzi
- Cesare Cursi
- Mario D'Acquisto
- Florindo D'Aimmo
- Mario Dal Castello
- Salvatore D'Alia
- Guido D'Angelo
- Clelio Darida
- Ciriaco De Mita
- Giuseppe Degennaro
- Paolo Del Mese
- Antonino Drago
- Alessandro Duce
- Luigi Farace
- Luciano Faraguti
- Franco Fausti
- Bruno Ferrari
- Wilmo Ferrari
- Publio Fiori
- Arnaldo Forlani
- Roberto Formigoni
- Giuseppe Fornasari
- Franco Foschi
- Luigi Foti
- Carlo Fracanzani
- Mario Frasson
- Lucia Fronza Crepaz
- Ombretta Fumagalli Carulli
- Giancarlo Galli
- Giovanni Galloni (v funkciji do 20.7.1990)

Francesco D'Onofrio (prevzel 26.7.1990)
- Mariapia Garavaglia
- Giuseppe Gargani
- Remo Gaspari
- Giovanni Gei
- Luciano Gelpi
- Giovanni Goria
- Settimo Gottardo
- Luigi Grillo
- Ugo Grippo
- Giuseppe Guarino
- Antonino Gullotti (v funkciji do 9.8.1989)

Antonino Lombardo (prevzel 26.9.1989)
- Girolamo La Penna
- Pasquale Lamorte
- Vito Lattanzio
- Ferdinando Latteri
- Pino Leccisi
- Silvio Lega
- Giuseppe Leone
- Antonio Lia
- Arcangelo Lobianco
- Agazio Loiero
- Giuseppe Lucchesi
- Renzo Lusetti
- Franco Malfatti (v funkciji do 10.12.1991)

Giovanni Paciullo (prevzel 12.12.1991)
- Piergiovanni Malvestio
- Vincenzo Mancini
- Manfredo Manfredi
- Calogero Mannino
- Mino Martinazzoli
- Maria Eletta Martini
- Paolo Martuscelli
- Clemente Mastella
- Antonio Matarrese
- Sergio Mattarella
- Giuseppe Matulli
- Daniela Mazzuconi
- Salvatore Meleleo
- Carmine Mensorio
- Elio Mensurati
- Francesco Merloni
- Carlo Merolli
- Filippo Micheli
- Alberto Michelini
- Riccardo Misasi
- Alberto Monaci
- Giovanni Mongiello
- Vito Napoli
- Benedetto Vincenzo Nicotra
- Anna Maria Nucci
- Dante Oreste Orsenigo
- Bruno Orsini
- Gianfranco Orsini
- Ettore Paganelli
- Filippo Maria Pandolfi (v funkciji do 19.12.1988)

Aldo Gregorelli (prevzel 21.12.1988)
- Renzo Patria
- Gianmario Pellizzari
- Mario Perani
- Antonino Perrone
- Flaminio Piccoli
- Franco Piga (v funkciji do 6.8.1987)

Fortunato Bianchi (prevzel 12.9.1987)
- Matteo Piredda
- Beppe Pisanu
- Giuseppe Pisicchio
- Costante Portatadino
- Carmelo Pujia
- Calogero Pumilia
- Nicola Quarta (v funkciji do 21.3.1991)

Giuseppe Caroli (prevzel 21.3.1991)
- Giovanni Battista Rabino
- Luciano Radi
- Renato Ravasio
- Luciano Rebulla
- Franco Ricci
- Romeo Ricciuti
- Vito Riggio
- Luciano Righi
- Luigi Rinaldi
- Gianni Rivera
- Rolando Rocchi (v funkciji do 17.5.1988)

Siro Castrucci (prevzel 1.6.1988)
- Gianfranco Rocelli
- Virginio Rognoni
- Angelino Rojch
- Giacomo Rosini
- Alberto Rossi
- Luigi Rossi di Montelera
- Emilio Rubbi
- Ferdinando Russo
- Raffaele Russo
- Vincenzo Russo
- Nicola Sanese
- Carlo Sangalli
- Giuseppe Santonastaso
- Giorgio Santuz
- Angelo Sanza
- Orazio Sapienza
- Giuseppe Saretta
- Adolfo Sarti (v funkciji do 3.3.1992)

Teresio Delfino (prevzel 4.3.1992)
- Gastone Savio
- Vittorio Sbardella
- Oscar Luigi Scalfaro
- Guglielmo Scarlato
- Vincenzo Scotti
- Mariotto Segni
- Carlo Senaldi
- Giuliano Silvestri
- Giuseppe Sinesio
- Pietro Soddu
- Vincenzo Sorice
- Bruno Stegagnini
- Antonio Tancredi
- Eugenio Tarabini
- Mario Tassone
- Giovanna Tealdi
- Giancarlo Tesini
- Giuseppe Torchio
- Giovanni Travaglini
- Salvatore Urso
- Mario Usellini
- Gaetano Vairo
- Bruno Vecchiarelli
- Michele Viscardi
- Alfredo Vito
- Alberto Volponi
- Giuseppe Zamberletti
- Bruno Zambon
- Amedeo Zampieri
- Giovanni Zarro
- Pietro Zoppi
- Giuliano Zoso
- Giuseppe Zuech

### Gruppo Comunista-PDS

#### Predsednik
- Renato Zangheri (v funkciji do 18.6.1990)
- Giulio Quercini (v funkciji od 18.6.1990)

#### Podpredsedniki
- Gianfrancesco Borghini (v funkciji od 5.10.1987 do 8.11.1989)
- Giorgio Macciotta (v funkciji od 8.11.1989)
- Adalberto Minucci (v funkciji od 5.10.1987 do 8.11.1989)
- Anna Maria Pedrazzi (v funkciji od 18.6.1990)
- Giulio Quercini (v funkciji od 8.11.1989 do  18.6.1990)
- Luciano Violante (v funkciji od 8.11.1989)

#### Člani
- Liliana Albertini (v funkciji do 12.1.1988)

Onelio Prandini (prevzel 13.1.1988)
- Guido Alborghetti
- Abdon Alinovi
- Giordano Angelini
- Luana Angeloni
- Gavino Angius
- Francesco Auleta
- Augusto Antonio Barbera
- Silvia Barbieri
- Antonio Bargone
- Nedo Barzanti

poslanec do  13.2.1991 in se potem pridruži skupini Misto
- Antonio Bassolino
- Antonio Bellocchio
- Luigi Benevelli
- Anna Maria Bernasconi
- Cristina Bevilacqua
- Romana Bianchi Beretta
- Giancarlo Binelli
- Marisa Bonfatti Paini
- Willer Bordon
- Milvia Boselli
- Giuseppe Brescia
- Riccardo Bruzzani
- Luigi Bulleri
- Flora Calvanese
- Severino Cannelonga
- Maria Teresa Capecchi
- Milziade Caprili

poslanec do  13.2.1991 in se potem pridruži skupini Misto
- Luigi Castagnola
- Mario Cavagna
- Adriana Ceci (v funkciji do 18.10.1989)

Fabio Perinei (prevzel 24.10.1989)
- Giovanni Cervetti
- Mario Chella
- Salvatore Cherchi
- Vincenzo Ciabarri
- Michele Ciafardini (v funkciji do 23.8.1990)

Antonio Ciancio (prevzel 21.9.1990)
- Francesco Cicerone
- Enzo Ciconte
- Lorenzo Ciocci
- Salvatore Civita
- Leda Colombini
- Laura Conti
- Luigia Cordati
- Alessandro Costa
- Giuseppe Crippa
- Massimo D'Alema
- Michele D'Ambrosio
- Giovanni Di Pietro
- Elisabetta Di Prisco
- Vanda Dignani
- Renato Donazzon
- Silvana Fachin
- Edda Fagni

poslanka do  13.2.1991 in se potem pridruži skupini Misto
- Lino Osvaldo Felissari
- Alberto Ferrandi

poslanec do  13.2.1991 in se potem pridruži skupini Misto
- Giovanni Cesare Ferrara
- Giovanna Filippini (in carica fino all'11.6.1990)

Ennio Grassi (prevzel 15.6.1990)
- Anna Finocchiaro
- Pietro Folena
- Francesco Forleo
- Bruno Fracchia
- Angela Francese
- Elio Gabbuggiani
- Michele Galante
- Sergio Garavini

poslanec do  13.2.1991 in se potem pridruži skupini Misto
- Renato Grilli
- Pietro Ingrao
- Nilde Iotti
- Angelo Lauricella
- Giuseppe Lavorato
- Gigliola Lo Cascio (v funkciji do 4.9.1989)

Alberto Sinatra (prevzel 21.9.1989)
- Adriana Lodi
- Maria Rita Lorenzetti
- Giuseppe Lucenti
- Lucio Magri

poslanec do  20.5.1991 in se potem pridruži skupini Misto
- Anna Mainardi Fava
- Natia Mammone
- Giuseppe Mangiapane
- Antonino Mannino
- Germano Marri
- Nadia Masini
- Pietro Paolo Menzietti
- Teresa Migliasso
- Rosanna Minozzi
- Luigi Mombelli
- Paolo Monello
- Nanda Montanari Fornari
- Elena Montecchi
- Antonio Montessoro

poslanec do  23.11.1989 in se potem pridruži skupini Misto
- Giovanni Motetta
- Giorgio Napolitano
- Gianfranco Nappi

poslanec do  13.2.1991 in se potem pridruži skupini Misto
- Carmine Nardone
- Alessandro Natta (v funkciji do 2.10.1991)

Giuseppe Torelli (prevzel 4.10.1991)
- Francesco Nerli
- Renato Nicolini
- Diego Novelli
- Achille Occhetto
- Nicoletta Orlandi
- Massimo Pacetti
- Giancarlo Pajetta (v funkciji do 13.9.1990)

Viller Manfredini (prevzel 21.9.1990)
- Novello Pallanti
- Ermenegildo Palmieri
- Renzo Pascolat
- Ivana Pellegatti
- Giovanni Pellicani
- Edilio Petrocelli
- Santino Picchetti
- Roberta Pinto
- Gian Gaetano Poli
- Enzo Polidori
- Franco Proietti (v funkciji od 17.10.1991)
- Alberto Provantini
- Elio Quercioli
- Aldo Rebecchi
- Vincenzo Recchia
- Alfredo Reichlin
- Silvano Ridi
- Daniela Romani
- Gianni Wilmer Ronzani
- Antonio Rubbi
- Francesco Samà
- Salvatore Sanfilippo
- Maria Luisa Sangiorgio
- Benedetto Sannella
- Francesco Sapio
- Giacomo Schettini
- Anna Maria Serafini
- Massimo Serafini
- Gianna Serra
- Sergio Soave
- Bruno Solaroli
- Marcello Stefanini
- Lucio Strumendo
- Maria Taddei
- Gianfranco Tagliabue

poslanec do  10.4.1991 in se potem pridruži skupini Misto
- Chicco Testa
- Mario Toma
- Aldo Tortorella
- Felice Trabacchi
- Quarto Trabacchini
- Livia Turco
- Neide Umidi
- Giuseppe Vacca
- Walter Veltroni

### Partito Socialista Italiano

#### Predsednik
- Gianni De Michelis (v funkciji do 28.4.1988)
- Nicola Capria (v funkciji od 28.4.1988 do 13.4.1991)
- Salvo Andò (v funkciji od 19.4.1991)

#### Podpredsedniki
- Andrea Buffoni (v funkciji od 19.10.1987)
- Giorgio Cardetti (v funkciji od 19.10.1987)
- Giuseppe Cerutti (v funkciji od 28.2.1990)
- Francesco Colucci (v funkciji od 19.11.1987)
- Franco Piro (v funkciji od 19.10.1987 do 28.2.1990)
- Maurizio Sacconi

#### Člani
- Egidio Alagna
- Guido Alberini
- Giuliano Amato
- Natale Amodeo
- Aldo Aniasi
- Rossella Artioli
- Paolo Babbini
- Vincenzo Balzamo
- Francesco Barbalace
- Margherita Boniver
- Felice Borgoglio
- Roberta Breda
- Giulio Camber
- Renato Capacci
- Agata Alma Cappiello
- Giuliano Cellini
- Fulvio Cerofolini
- Carmelo Conte
- Bettino Craxi
- Angelo Cresco
- Paolo Cristoni
- Francesco Curci
- Amedeo D'Addario
- Carlo D'Amato
- Francesco De Carli
- Mauro Del Bue
- Paris Dell'Unto
- Giuseppe Demitry
- Giulio Di Donato
- Pasquale Diglio
- Marte Ferrari
- Giulio Ferrarini
- Filippo Fiandrotti
- Laura Fincato
- Filippo Fiorino (v funkciji do 20.3.1991)

Gaspare Saladino (prevzel 21.3.1991)
- Rino Formica
- Giorgio Gangi
- Ugo Intini
- Felice Iossa
- Giuseppe La Ganga
- Silvano Labriola
- Lelio Lagorio (v funkciji do 21.6.1990)
- Claudio Lenoci
- Oreste Lodigiani
- Giacomo Maccheroni
- Enrico Manca (v funkciji do 5.8.1987)

Andrea Cavicchioli (prevzel 5.8.1987)
- Giacomo Mancini
- Agostino Marianetti
- Claudio Martelli
- Biagio Marzo
- Raffaele Mastrantuono
- Antonio Mastrogiacomo
- Dino Mazza
- Gian Stefano Milani
- Sebastiano Montali
- Sergio Moroni
- Antonio Mundo
- Maurizio Noci
- Giovanni Nonne
- Giuseppe Orciari
- Benito Pavoni
- Gabriele Piermartini
- Vincenzo Pietrini
- Franco Piro

poslanec do  17.12.1991 in se potem pridruži skupini Misto
- Pierluigi Polverari
- Damiano Potì
- Sandro Principe
- Mario Raffaelli
- Francesco Rais (v funkciji do 1.7.1991)

Raffaele Farigu (prevzel 3.7.1991)
- Giuseppe Reina
- Gabriele Renzulli
- Raffaele Rotiroti
- Gabriele Salerno
- Mauro Sanguineti
- Giulio Santarelli
- Nicola Savino
- Gerry Scotti
- Mauro Seppia
- Claudio Signorile
- Valdo Spini
- Domenico Susi
- Francesco Tempestini
- Antonio Testa
- Angelo Tiraboschi
- Carlo Tognoli
- Sergio Vazzoler
- Saverio Zavettieri

Dne 4.1.1990 so se pridružili skupini poslanci Graziano Ciocia, Emilio De Rose, Giovanni Manzolini, Renato Massari in Pier Luigi Romita - originalno člani skupine Misto
Dne 4.3.1990 se je pridružil skupini poslanec Franco Piro - originalno član skupine Misto

### Movimento Sociale Italiano-Destra Nazionale

#### Predsednik
- Alfredo Pazzaglia (v funkciji do 22.2.1990)
- Francesco Servello (v funkciji od 22.2.1990)

#### Podpredsedniki
- Cesco Giulio Baghino (v funkciji do 22.2.1990)
- Guido Lo Porto (v funkciji do 6.4.1988)
- Ugo Martinat (v funkciji od 6.4.1988)
- Antonio Mazzone (v funkciji do 18.10.1989)
- Raffaele Valensise (v funkciji od 22.2.1990)

#### Člani
- Giorgio Almirante (v funkciji do 22.5.1988)

Angelo Manna (prevzel 1.6.1988)
poslanec do  23.9.1991 in se potem pridruži skupini Misto
- Renato Alpini
- Filippo Berselli
- Giulio Caradonna
- Olindo Del Donno
- Gianfranco Fini
- Franco Franchi
- Antonio Guarra (v funkciji do 25.10.1989)

Gaetano Colucci (prevzel 8.11.1989)
- Antonino Macaluso
- Giulio Maceratini
- Massimo Massano
- Altero Matteoli
- Antonio Mazzone (v funkciji do 18.10.1989)

Massimo Abbatangelo (prevzel 24.10.1989)
- Domenico Mennitti (v funkciji do 16.10.1991)

Mario De Cristofaro (prevzel 17.10.1991 v funkciji do 17.10.1991)
Carmine Santo Patarino (prevzel 17.10.1991)
- Andrea Mitolo (v funkciji do 21.8.1991)

Claudio Taverna (prevzel 26.9.1991 v funkciji do 26.9.1991)
Diego Senter (prevzel 26.9.1991)
- Domenico Nania
- Gastone Parigi
- Antonio Parlato
- Giovanni Pellegatta
- Adriana Poli Bortone
- Girolamo Rallo
- Pino Rauti
- Giuseppe Rubinacci
- Nino Sospiri
- Tomaso Staiti di Cuddia delle Chiuse

poslanec do  10.7.1991 in se potem pridruži skupini Misto
- Carlo Tassi
- Giuseppe Tatarella
- Enzo Trantino
- Mirko Tremaglia

Dne 18.7.1991 se je pridružil skupini poslanec Ambrogio Viviani - originalno član skupine Misto

### Gruppo Repubblicano

#### Predsednik
- Adolfo Battaglia (v funkciji do 3.8.1987)
- Antonio Del Pennino (v funkciji od 3.8.1987)

#### Podpredsedniki
- Guglielmo Castagnetti (v funkciji do 16.10.1989)
- Stelio De Carolis (v funkciji do 16.10.1989)
- Mauro Dutto (v funkciji do 1.10.1987)
- Enrico Ermelli Cupelli (v funkciji od 16.10.1989)
- Gaetano Gorgoni (v funkciji od 16.10.1989)

#### Člani
- Giorgio Bogi
- Giovanni Battista Bruni
- Mauro Dutto
- Luigi Firpo (v funkciji do 2.3.1989)

Danilo Poggiolini (prevzel 16.3.1989)
- Giuseppe Galasso
- Salvatore Grillo
- Aristide Gunnella

poslanec do 11.7.1991 in se potem pridruži skupini Misto
- Giorgio La Malfa
- Oscar Mammì
- Guido Martino
- Giorgio Medri
- Francesco Nucara
- Gerolamo Pellicanò
- Gianni Ravaglia
- Italico Santoro

### Sinistra Indipendente

#### Predsednik
- Stefano Rodotà (v funkciji do 20.7.1989)
- Franco Bassanini (v funkciji od 20.7.1989 do  21.3.1991)
- Ada Becchi (v funkciji od 31.3.1991)

#### Podpredsedniki
- Laura Balbo (v funkciji do 15.4.1991)
- Franco Bassanini (v funkciji do 20.7.1989)
- Annalisa Diaz Cao (v funkciji od 15.4.1991)

#### Člani
- Carole Jane Beebe Tarantelli
- Luigina Bernocco Garzanti
- Giuseppina Bertone
- Antonio Cederna
- Sergio De Julio
- Mariella Gramaglia Vianello
- Luciano Guerzoni
- Raniero La Valle
- Natalia Levi Baldini (v funkciji do 8.10.1991)
- Ettore Masina
- Gino Paoli
- Luigi Pintor
- Aldo Rizzo
- Enzo Tiezzi
- Vincenzo Visco

### Gruppo Verde

#### Predsednik
- Gianni Mattioli (v funkciji do 5.12.1989)
- Laura Cima (v funkciji od 5.12.1989 do  9.1.1991)
- Massimo Scalia (v funkciji od 9.1.1991)

#### Podpredsedniki
- Alessandra Cecchetto Coco (v funkciji od 5.12.1989)
- Laura Cima (v funkciji do 5.12.1989)
- Anna Donati (v funkciji od 9.1.1991)
- Rosa Filippini (v funkciji do 5.12.1989)
- Annamaria Procacci (v funkciji od 9.1.1991)
- Franco Russo (v funkciji od 9.1.1991)

#### Člani
- Sergio Andreis
- Franca Bassi Montanari
- Michele Boato (v funkciji do 26.1.1989)
- Gianluigi Ceruti
- Rosa Filippini

Poslanka do  28.1.1992 in se potem pridruži skupini Misto
- Gloria Grosso

Poslanka do 11.4.1990 in se potem pridruži skupini Partito Socialista Democratico Italiano
- Gianni Lanzinger
- Giancarlo Salvoldi

Dne 16.7.1987 se je pridružil skupini poslanec Massimo Scalia - originalno član skupine  Misto
Dne 17.12.1990 so se pridružili skupni poslanci Edo Ronchi, Franco Russo in Gianni Tamino - originalno člani skupine Misto
Dne 19.12.1990 se je pridružil skupini poslanec Mario Capanna - originalno član skupine  Misto
Dne 8.1.1991 se je pridružil skupini poslanec Renè Andreani - originalno član skupine  Misto

### Partito Socialista Democratico Italiano

#### Predsednik
- Filippo Caria

#### Podpredsedniki
- Alessandro Ghinami (v funkciji do 28.7.1987)
- Gloria Grosso (v funkciji od 11.4.1990)

#### Člani
- Antonio Bruno
- Paolo Bruno
- Giuseppe Cerutti

poslanec do 17.2.1989 in se potem pridruži skupini Misto
- Alberto Ciampaglia
- Graziano Ciocia

poslanec do 17.2.1989 in se potem pridruži skupini Misto
- Silvano Costi
- Emilio De Rose

poslanec do  30.3.1989 in se potem pridruži skupini Misto
- Ferdinando Facchiano
- Dino Madaudo
- Giovanni Manzolini

poslanec do 17.2.1989 in se potem pridruži skupini Misto
- Renato Massari

poslanec do 17.2.1989 in se potem pridruži skupini Misto
- Giovanni Negri (v funkciji od 8.11.1989)

poslanec do 8.1.1991 in se potem pridruži skupini Federalista Europeo
- Franco Nicolazzi
- Pier Luigi Romita

poslanec do 17.2.1989 in se potem pridruži skupini Misto
- Martino Scovacricchi
- Carlo Vizzini

Dne 16.7.1987 se je pridružil skupini poslanec Filippo Caria - originalno član skupine  Misto
Dne 11.4.1990 se je pridružila skupini poslanka Gloria Grosso - originalno članica skupine  Verde

### Partito Liberale Italiano

#### Predsednik
- Paolo Battistuzzi

#### Podpredsednik
- Pietro Serrentino

#### Člani
- Renato Altissimo
- Alfredo Biondi
- Raffaele Costa
- Saverio D'Aquino
- Francesco De Lorenzo
- Stefano De Luca
- Savino Melillo
- Egidio Sterpa
- Valerio Zanone (in carica fino all'8.11.1990)

Attilio Bastianini (prevzel 14.11.1990)
Dne 16.7.1987 se je pridružil skupini poslanec Paolo Battistuzzi - originalno član skupine  Misto

### Democrazia Proletaria - Comunisti

#### Predsednik
- Franco Russo (in carica fino all'11.7.1989)
- Patrizia Arnaboldi (v funkciji od 27.7.1989 do  30.7.1991)
- Lucio Magri (v funkciji od 31.7.1991)

#### Podpredsedniki
- Patrizia Arnaboldi (v funkciji do 27.7.1989 e dal 31.7.1991 do  2.10.1991)
- Bianca Guidetti Serra (v funkciji do 15.5.1991)
- Franco Calamida (v funkciji od 2.10.1991)
- Edda Fagni (v funkciji od 31.7.1991)

#### Člani
- Luigi Cipriani
- Bianca Guidetti Serra (v funkciji do 15.5.1991)

Alberto Tridente (prevzel 16.5.1991 v funkciji do 21.5.1991)
Franco Calamida (prevzel 23.5.1991)
- Edo Ronchi

poslanec do 11.7.1989 in se potem pridruži skupini Misto
- Giovanni Russo Spena
- Gianni Tamino

poslanec do 11.7.1989 in se potem pridruži skupini Misto
Dne 16.7.1987 se je pridružil skupini poslanec Franco Russo - originalno član skupine Misto; poslanec do 11.7.1989 in se potem pridruži skupini Misto
Dne 31.7.1991 so se pridružili skupini poslanci  Nedo Barzanti, Milziade Caprili, Edda Fagni, Alberto Ferrandi, Andrea Sergio Garavini, Lucio Magri, Antonio Montessoro, Gianfranco Nappi in Gianfranco Tagliabue - originalno člani skupine Misto; poslanec Antonio Montessoro ostane v skupini do  19.11.1991 in se potem pridruži skupini Misto

### Gruppo Federalista Europeo

#### Predsednik
- Francesco Rutelli (v funkciji do 13.5.1988)
- Giuseppe Calderisi (v funkciji od 13.5.1988)

#### Podpredsedniki
- Maria Adelaide Aglietta (v funkciji od 13.5.1988 do  18.4.1989)
- Mauro Mellini
- Massimo Teodori (v funkciji do 14.6.1990)

#### Člani
- Maria Adelaide Aglietta

Poslanka do  18.4.1989 in se potem pridruži skupini Misto
- Gaetano Azzolina (v funkciji od 25.1.1990)

poslanec do  4.9.1991 in se potem pridruži skupini Misto
- Emma Bonino (v funkciji od 10.7.1990)
- Luigi D'Amato

poslanec do  21.9.1990 in se potem pridruži skupini Misto
- Adele Faccio

Poslanka do  18.4.1989 in se potem pridruži skupini Misto
- Domenico Modugno (v funkciji do 18.4.1990)

Roberto Cicciomessere (prevzel 24.5.1990)
- Marco Pannella (v funkciji do 25.10.1989)
- Gianfranco Spadaccia (v funkciji od 2.7.1990 do  4.7.1990)

Marco Taradash (prevzel 5.7.1990 incarica do  5.7.1990)
Alessandro Tessari (prevzel 10.7.1990)
- Ilona Staller

Poslanka do  3.3.1992 in se potem pridruži skupini Misto
- Sergio Stanzani Ghedini
- Massimo Teodori (v funkciji do 14.6.1990)

Renè Andreani (prevzel 19.6.1990)
poslanec do  3.7.1990 in se potem pridruži skupini Misto
- Emilio Vesce

poslanec do  18.4.1989 in se potem pridruži skupini Misto
- Ambrogio Viviani (v funkciji od 20.4.1990)

poslanec do  3.10.1990 in se potem pridruži skupini Misto
- Bruno Zevi

Dne 16.7.1987 se je pridružil skupini poslanec Francesco Rutelli - originalno član skupine Misto; poslanec do  18.4.1989 in se potem pridruži skupini Misto
Dne 8.1.1991 se je pridružil skupini poslanec Giovanni Negri - originalno član Partito Socialista Democratico

### Gruppo Misto

#### Predsednik
- Francesco Rutelli (v funkciji do 16.7.1987)
- Giovanni Battista Columbu (v funkciji od 22.7.1987)

#### Podpredsedniki
- Paolo Battistuzzi (v funkciji do 16.7.1987)
- Filippo Caria (v funkciji do 16.7.1987)
- Michl Ebner
- Franco Russo (v funkciji do 16.7.1987)
- Massimo Scalia (v funkciji do 16.7.1987)
- Ferdinand Willeit (v funkciji od 19.10.1987)

#### Člani
- Paolo Battistuzzi

poslanec do  16.7.1987 in se potem pridruži skupini Partito Liberale Italiano
- Hans Benedikter
- Alberto Bertuzzi (v funkciji do 10.2.1988)
- Filippo Caria

poslanec do  16.7.1987 in se potem pridruži skupini Partito Socialista Democratico Italiano
- Luciano Caveri
- Giuseppe Leoni
- Giovanni Battista Loi
- Franco Russo

poslanec do  16.7.1987 in se potem pridruži skupini Democrazia Proletaria
- Francesco Rutelli

poslanec do  16.7.1987 in se potem pridruži skupini Federalista Europeo
- Massimo Scalia

poslanec do  16.7.1987 in se potem pridruži skupini Verde
Dne 17.2.1989 so se pridružili skupini poslanci Giuseppe Cerutti, Graziano Ciocia, Giovanni Manzolini, Renato Massari in Pier Luigi Romita - originalno člani Partito Socialista Democratico Italiano; poslanci ostanejo v skupino do 4.1.1990 in se potem pridružijo Partito Socialista Italiano
Dne 30.3.1989 se je pridružil skupini poslanec Emilio De Rose - originalno član Socialista Democratico Italiano; poslanec do 4.1.1990 in se potem pridruži skupini Partito Socialista Italiano
Dne 18.4.1989 so se pridružili skupini poslanci Maria Adelaide Aglietta, Adele Faccio, Francesco Rutelli in Emilio Vesce - originalno člani Federalista Europeo; la deputata Aglietta rimane v funkciji do 17.1.1990; poslanka Faccio rimane ostane v funkciji do 23.5.1990; poslanec Vesce ostane v funkciji do 20.6.1990; poslenc Rutelli ostane v funkciji do 5.7.1990
Dne 11.7.1989 so se pridružili skupini poslanci Mario Capanna, Edo Ronchi, Franco Russo in Gianni Tamino - originalno člani Gruppo Democrazia Proletaria; poslanci Ronchi, Russo in Tamino ostanejo v skupini do 17.12.1990 in se potem pridružijo skupini Verde; poslanec Capanna ostane v skupini do 19.12.1990 in se potem pridruži skupini Verde
Dne 23.11.1989 se je pridružil skupini poslanec Antonio Montessoro - originalno član Komunistov; poslanec do  31.7.1991 in se potem pridruži skupini Democrazia Proletaria - Comunisti
Dne 3.7.1990 se je pridružil skupini poslanec Renè Andreani - originalno član Federalista Europeo; poslanec do 8.1.1991 in se potem pridruži skupini Verde
Dne 21.9.1990 se je pridružil skupini poslanec Luigi D'Amato - originalno član Federalista Europeo
Dne 3.10.1990 se je pridružil skupini poslanec Ambrogio Viviani - originalno član Federalista Europeo; poslanec do  18.7.1991 in se potem pridruži Movimento Sociale Italiano-Destra Nazionale
Dne 13.2.1991 so se pridružili skupini poslanci Nedo Barzanti, Milziade Caprili, Edda Fagni, Alberto Ferrandi, Andrea Sergio Garavini in Gianfranco Nappi - originalno člani Komunistov; poslanci ostanejo v skupini do  31.7.1991 in se potem pridružijo Democrazia Proletaria - Comunisti
Dne 10.4.1991 se je pridružil skupini poslanec Gianfranco Tagliabue - originalno član skupine  Comunista- PDS; poslanec do  31.7.1991 in se potem pridruži Democrazia Proletaria - Comunisti
Dne 20.5.1991 se je pridružil skupini poslanec Lucio Magri - originalno član skupine  Comunista- PDS; poslanec do  31.7.1991 in se potem pridruži Democrazia Proletaria - Comunisti
Dne 10.7.1991 se je pridružil skupini poslanec Tomaso Staiti di Cuddia delle Chiuse - originalno član Movimento Sociale Italiano-Destra Nazionale
Dne 11.7.1991 se je pridružil skupini poslanec Aristide Gunnella - originalno član skupine Repubblicano
Dne 4.9.1991 se je pridružil skupini poslanec Gaetano Azzolina - originalno član Federalista Europeo
Dne 23.9.1991 se je pridružil skupini poslanec Angelo Manna - originalno član Movimento Sociale Italiano-Destra Nazionale
Dne 19.11.1991 se je pridružil skupini poslanec Antonio Montessoro - originalno član Democrazia Proletaria - Comunisti
Dne 29.11.1991 se je pridružil skupini poslanec Luigi Cipriani - originalno član Democrazia Proletaria - Comunisti
Dne 17.12.1991 se je pridružil skupini poslanec Franco Piro - originalno član Partito Socialista Italiano; poslanec do  4.3.1992 in se potem pridruži skupini Partito Socialista Italiano
Dne 28.1.1992 se je pridružila skupini poslanka Rosa Filippini - originalno članica skupine Verde
Dne 3.3.1992 se je pridružila skupini poslanka Ilona Staller - originalno članica Federalista Europeo